# Ulysses Guimarães
Ulysses Silveira Guimarães (Río Claro, 6 de octubre de 1916 — Angra dos Reis, 12 de octubre de 1992) fue un político brasileño, que tuvo un importante papel en la oposición a la dictadura y la lucha por la vuelta a la democracia a Brasil. Falleció en un accidente de helicóptero en el litoral de Angra dos Reis. 

## Biografía
Tuvo una vida académica activa participando del Centro Académico XI de Agosto y ejerciendo la vicepresidencia de la Unión Nacional de Estudiantes (UNE). Se doctoró en Ciencias Jurídicas y Sociales en la Facultad de Derecho de la Universidad de São Paulo (USP).
Fue profesor durante varios años en la Facultad de Derecho de la Universidad Mackenzie, donde llegó a ser profesor titular de Derecho Internacional Público. También enseñó Derecho Municipal en la Facultad de Derecho de Itu y de Derecho Constitucional en la Facultad de Derecho de Bauru.
Ejerció profesionalmente la abogacía, especializándose en Derecho Tributario.
Se asoció al Santos el 10 de enero de 1941. En 1942, fue nombrado presidente de la sede del club en São Paulo, cargo que volvió a ocupar en 1945.
En 1944, fue elegido vicepresidente del club durante el periodo de gestión de Antônio Ezequiel Feliciano da Silva. Durante años defendió los intereses del club en la Cámara de Diputados y en Brasilia al lado de otros santistas ilustres como Mário Covas, Aloizio Mercadante y Geraldo Alckmin.
Fue elegido diputado estadual por São Paulo en la Asamblea Constituyente de 1947, en las listas del Partido Social Democrático (PSD). A partir de ese momento, nunca abandonaría la política, siendo elegido diputado federal por su estado, durante once mandatos consecutivos, de 1951 a 1995 (sin terminar el último mandato).
Asumió la cartera del Ministerio da Industria y Comercio en el gobierno Tancredo Neves, durante la corta experiencia parlamentaria brasileña (1961-1962).
Apoyó, inicialmente, al movimiento militar que, en 1964, expulsó al presidente João Goulart, pero luego se opuso a él. Con la instauración del bipartidismo (1965), se afilió al Movimento Democrático Brasileiro (MDB), del cual sería vicepresidente y, más tarde, presidente.
Fue presidente del Parlamento Latinoamericano, de 1967 a 1970.
En 1973, lanzó su anticandidatura simbólica a la Presidencia de la República como forma de rechazo al régimen militar, teniendo como vicepresidente al periodista y exgobernador de Pernambuco, Barbosa Lima Sobrinho.
Al frente de su partido, participó de todas las campañas para la reinstauración en su país de la democracia, inclusive la lucha por una amnistía amplia, general y sin restricciones. Con el fin del bipartidarismo (1979), el MDB se convirtió en el Partido do Movimento Democrático Brasileiro (PMDB), del cual sería presidente nacional.
Ulysses lideró nuevas campañas por la redemocratización, como la de las elecciones directas.
Ejerció la presidencia de la Cámara de Diputados en tres periodos (1956-1957, 1985-1986 y 1987-1988); presidiendo la Asamblea Nacional Constituyente, en 1987-1988. La nueva Constitución, en la cual Ulysses tuvo un papel fundamental, fue promulgada el 5 de octubre de 1988, habiendo sido denominado por él mismo Constitución Ciudadana, por los avances sociales que incorporó en el texto.
En 1989, concurrió como candidato a la Presidencia de la República, en las listas del PMDB, pero no obtuvo éxito.
Falleció en accidente aéreo de helicóptero, en Angra dos Reis, en Río de Janeiro, el 12 de octubre de 1992, junto a su esposa D. Mora, el senador Severo Gomes, su esposa y el piloto. Sus restos mortales nunca fueron encontrados.

## Publicaciones
- Vida Exemplar de Prudente de Morais (1940)
- Navegar é preciso, Viver não é preciso (1973)
- Socialização do Direito (1978)
- Esperança e Mudança (1982)
- Tentativa (1983)
- Diretas Já (1984)
- PT Saudações (1988)
- Da Fe fiz Companheira(1989)
- Ou Mudamos ou seremos Mudados(1991)
- Parlamentarismo – Além de ser mais forte, substitui um regime fraco (febrero de 1992).